# 莫農加希拉戰役
莫農加希拉戰役發生於1755年7月9日，是七年戰爭北美戰場初期的一場戰役，戰場位於布拉多克戰場，匹茲堡以東16公里處。愛德華·布拉多克率領的英軍向杜肯堡進軍，但被丹尼爾·列納德·德·博耶上尉領導的法國印第安聯軍擊敗。
這次失敗標誌著布拉多克遠征的結束，英軍曾希望通過這次遠征奪取杜肯堡並獲得對戰略要地俄亥俄州的控制權。

## 後果

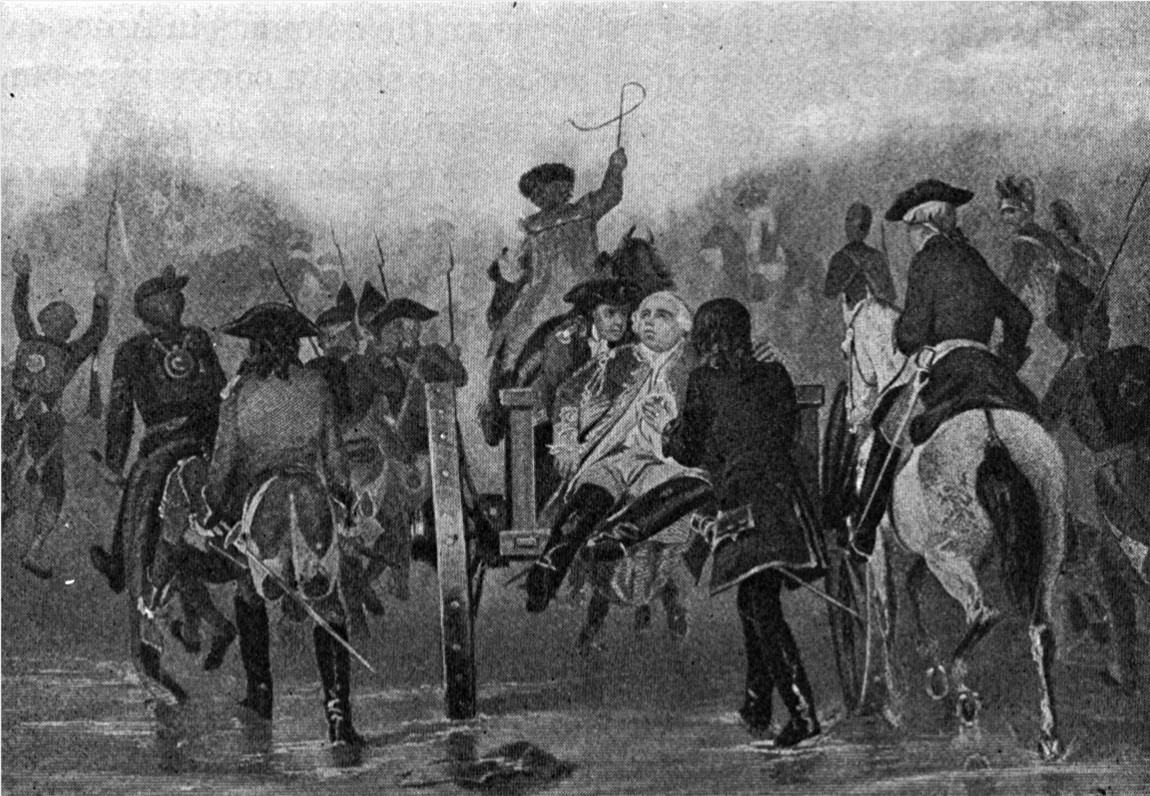
布拉多克將軍在撤退期間受了致命傷。英國人在戰鬥中傷亡慘重。

布拉多克將軍率領約 1,300 人參戰， 其中 456 人陣亡，422 人受傷。這場戰役以軍官極高的傷亡率著稱，雙方軍官是主要目標並遭受巨大損失，英軍86位指揮官中有26人陣亡、37人受傷。伴隨英國縱隊擔任女僕和廚師的 50 名左右女性中，只有 4 人隨英國人返回；大約一半被俘虜。法國和加拿大報告稱，僅包括法國指揮官在內的 23 人死亡，另有 20 人受傷。愛德華·布拉多克在撤退中傷重而死，他在死前要求喬治·華盛頓監督他的葬禮。英軍縱隊的其餘部分向東南撤退。杜肯堡 (Fort Duquesne) 及週邊地區一直落入法國人手中，直到1758年被佔領。
這場戰鬥是個毀滅性的失敗，被認為是英國殖民歷史上最災難性的一場戰役。即使有著壓倒性的力量，英軍的布拉多克遠征依然以慘敗告終。這也讓英國當局明白擊敗北美法軍所需的巨量兵力。

## 註腳
1. ↑  . 世界數位圖書館. 1755  [2013-08-03]. （原始内容存档于2013-08-20）.
2. 1 2 3  Borneman p.55
3. ↑  Borneman p.55—French: 28 killed 28 wounded, Indian:11 killed 29 wounded
4. ↑  Preston 2015 pg 270
5. ↑  Preston 2015 pg276
6. ↑  Frank A. Cassell. .   [1 July 2010]. （原始内容存档于7 June 2010）.
7. ↑  McLynn p.35
8. ↑  McLynn p.35-36